# Megazystis-Megaureter-Syndrom
Das Megazystis-Megaureter-Syndrom (MCMUS) ist eine seltene Erkrankung mit einer Kombination von massivem VUR in einen erheblich aufgeweiteten Harnleiter und einer großvolumigen, dünnwandigen Harnblase aufgrund eines ständigen Pendelns des Urines zwischen Harnblase und Harnleiter. Eine Harnwegsobstruktion besteht nicht. Oft kommt es zu begleitendem Harnwegsinfekt.
Das Krankheitsbild ist oft mit einer beidseitigen Nierendysplasie und eingeschränkter Nierenfunktion assoziiert.
Synonyme sind: Megaureter-Megazystis-Syndrom
Die Bezeichnung wurde im Jahre 1975 von D. I. Williams geprägt.
Es handelt sich nicht um ein Syndrom im eigentlichen Sinne, da lediglich die Leitbefunde radiologischer Untersuchungen beschrieben werden. Die Bezeichnung umfasst verschiedene Krankheitsbilder mit pendelndem Reflux.
Nach Entlastung der Harnblase normalisiert sich die Dilatation der Harnleiter und oberen Harnwege. Hinweis auf eine Nierendysplasie sind bildgebend im Röntgen die  schwurhandartig nach oben gerichteten Kelche der Niere.
Die Diagnose wird heute schon pränatal gestellt bzw. vermutet.